# Jan Zubowski
Jan Kazimierz Zubowski (Oława; 8 de Novembro de 1957 — ) é um político da Polónia. Ele foi eleito para a Sejm em 25 de Setembro de 2005 com 5813 votos em 1 no distrito de Legnica, candidato pelas listas do partido Prawo i Sprawiedliwość.